# Roger Twysden
Roger Twysden, 2.º Baronete (East Peckham, 21 de agosto de 1597 — 27 de junho de 1672), foi um historiador e político inglês que se sentou na Câmara dos Comuns em vários momentos entre 1625 e 1640.

## Vida
Twysden era filho de Sir William Twysden, 1º Baronete e sua esposa Anne Finch, filha de Sir Moyle Finch, 1º Baronete e Elizabeth Finch, 1ª Condessa de Winchilsea.  Seu pai era um cortesão e estudioso que participou de algumas das viagens contra a Espanha no reinado da rainha Elizabeth I e era bem conhecido na corte do rei Jaime I, tornando-se um dos primeiros baronetes. Sua mãe era escritora. Twysden foi educado na St Paul's School e foi admitido no Emmanuel College, Cambridge, em 8 de novembro de 1614. Ele entrou no Gray's Inn em 2 de fevereiro de 1623. Por alguns anos, ele permaneceu em sua propriedade em Roydon Hall, East Peckham, principalmente envolvido na construção e plantio, mas também no estudo de antiguidades e da lei da constituição. Ele também tinha algum interesse em história natural.
Em 1625, Twysden foi eleito membro do Parlamento por Winchelsea. Ele foi reeleito deputado por Winchelsea em 1626.  Como o filho mais velho, ele sucedeu ao baronato após a morte de seu pai em 8 de janeiro de 1629. Twysden providenciou a publicação dos escritos de sua mãe.
Twysden mostrou sua determinação em defender seus direitos recusando-se a pagar o dinheiro do navio. Em abril de 1640, ele foi eleito deputado por Kent no Short Parliament. No entanto, ele ficou desiludido e não era membro do Parlamento Longo eleito no mesmo ano. Ele aplaudiu as primeiras medidas do parlamento para restringir a prerrogativa do rei, mas ficou alarmado quando passou a atacar a Igreja. O conquistador de Lord Strafford o assustou como um uso tirânico do poder, e ele se tornou um exemplo típico dos homens que formaram a força do partido do rei na Guerra Civil Inglesa. Ele se considerava velho demais para servir no campo e, portanto, não se juntou ao rei em Oxford.
Em 1642, ele foi preso após assinar uma petição de Kent e, assim que foi libertado sob fiança, publicou as sediciosas Instruções. Ele foi pego enquanto tentava fugir do país e foi preso novamente. Em 1643, suas propriedades foram confiscadas. Após a execução do rei, ele voltou para Kent, mas seu respeito pela legalidade não o deixava descansar, e logo ele estava novamente em apuros por causa de outra demonstração conhecida como "A instrução ao Sr. Augustine Skinner". Por isso, ele foi novamente preso e por um tempo confinado em uma taberna, chamada "The Two Tobacco Pipes", perto de Charing Cross, Londres. Ele foi solto com uma clara insinuação de que faria bem em não voltar a Roydon Hall, mas manter-se longe da tentação em Londres. Ele aceitou o conselho e se dedicou à leitura. Um plano de ir para o exterior foi abandonado, mas por fim ele tentou escapar disfarçado, foi detectado e levado de volta a Londres. Ele agora estava sujeito a todos os aborrecimentos infligidos aos partidários monarquistas de boas propriedades: confisco de seus aluguéis, multas por "malignidade" e confinamento na Torre de Londres, onde se consolava com seus livros. Por fim, conseguiu um acordo em 1650 e voltou para casa, onde viveu tranquilamente até a Restauração, quando retomou o cargo de magistrado e foi nomeado subtenentedo concelho. Ele nunca se reconciliou totalmente com a Corte ou com o governo.
Twysden morreu em 27 de junho de 1672 e foi enterrado em Peckham. Os memoriais da família Twysden podem ser encontrados na igreja de St Michael, East Peckham.

## Trabalhos
- The Commoners Liberty (1648);
- Historiae Anglicanae Scriptores X (1652), uma obra pioneira da história medieval inglesa; e
- An Historical Vindication of the Church of England (1657).[4]